# Edmondo Lozzi
Edmondo Lozzi (Roma, 23 giugno 1916 – Roma, 11 aprile 1990) è stato un montatore e regista italiano.

## Biografia
Iniziò la carriera cinematografica nel 1932 lavorando come sincronizzatore degli effetti sonori, dapprima per la "Fono Roma" e in seguito per la "Scalera Film". Nel dopoguerra fu attivo come tecnico del suono, assistente al montaggio e aiuto regista in diversi film minori del periodo dal 1948 al 1956. Come montatore debuttò nel 1949 con il film Cielo sulla palude di Augusto Genina e lavorò su numerosi film dei generi più disparati; dal 1961 fino al 1971, anno in cui si ritirò, collaborò quasi esclusivamente con Gianfranco Parolini come montatore dei suoi film peplum, avventurosi, spionistici (da rilevare la serie di cinque pellicole realizzata in Germania basata sul personaggio Kommissar X distribuita da noi con i titoli più disparati e pubblicata in un cofanetto DVD) e western all'italiana. Anche dietro la macchina da presa, come regista, debuttò nel 1949 con Maracatumba... ma non è una rumba considerato per tanti anni opera di Enzo Trapani fino a quando il recupero e la visione della pellicola con i titoli di testa ha smentito quest'affermazione. Nel 1958 diresse la sua seconda e ultima opera cinematografica, La sposa, prodotto da Natale Montillo. Muore nella capitale italiana all'età di 73 anni.

## Filmografia

### Regista
- Maracatumba... ma non è una rumba (1949)
- La sposa (1958), co-regia con Natale Montillo, anche montaggio

### Montaggio
- Cielo sulla palude, regia di Augusto Genina (1949)
- Fuoco nero, regia di Silvio Siano (1951)
- Giovinezza, regia di Giorgio Pàstina (1952)
- Prigionieri delle tenebre, regia di Enrico Bomba (1952)
- I cavalieri della regina, regia di Mauro Bolognini e Joseph Lerner (1954)
- Saranno uomini, regia di Silvio Siano (1957)
- Il bacio del sole (Don Vesuvio), regia di Siro Marcellini (1958)
- I cavalieri del diavolo, regia di Siro Marcellini (1959)
- Goliath contro i giganti, regia di Guido Malatesta (1961)
- Anno 79 - La distruzione di Ercolano, regia di Gianfranco Parolini (1962)
- Il vecchio testamento, regia di Gianfranco Parolini (1963)
- I dieci gladiatori, regia di Gianfranco Parolini (1963)
- Gli invincibili tre, regia di Gianfranco Parolini (1964)
- Johnny West il mancino, regia di Gianfranco Parolini (1965)
- Dodici donne d'oro, regia di Gianfranco Parolini (1966)
- Operazione Tre Gatti Gialli, regia di Gianfranco Parolini e Rudolf Zehetgruber (1966)
- Agente Jo Walker - Operazione Estremo Oriente, regia di Gianfranco Parolini (1966)
- Strategic Command chiama Jo Walker, regia di Gianfranco Parolini e Rudolf Zehetgruber (1967)
- I fantastici 3 Supermen, regia di Gianfranco Parolini (1967)
- Gangsters per un massacro, regia di Gianfranco Parolini (1968)
- ...Se incontri Sartana prega per la tua morte, regia di Gianfranco Parolini (1968)
- Dio perdoni la mia pistola, regia di Mario Gariazzo e Leopoldo Savona (1969)
- Ehi amico... c'è Sabata. Hai chiuso!, regia di Gianfranco Parolini (1969)
- È tornato Sabata... hai chiuso un'altra volta!, regia di Gianfranco Parolini (1971)